# Bun'ei
 Bun'ei (文永?) fue una era japonesa (年号 nengō?, lit. "nombre del año") posterior a Kōchō y anterior a Kenji. Este período comenzó en febrero de 1264 y terminó en abril de 1275. Durante este tiempo, los emperadores eran Kameyama-tennō (亀山天皇) y Go-Uda-tennō (後宇多天皇).

## Eventos de la era Bun'ei

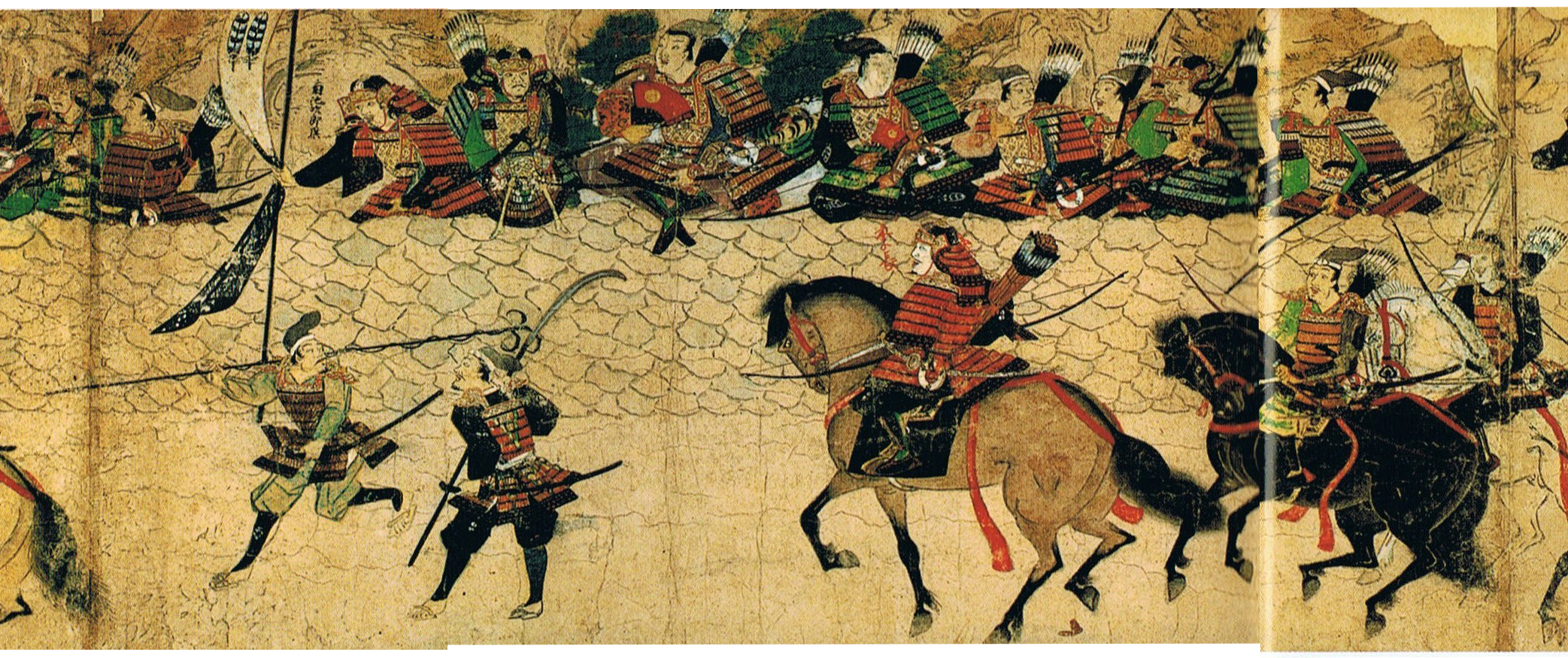
Samurái japonés defendiendo la barrera de piedra, del pergamino del cuadro narrativo Mōko Shūrai Ekotoba, que fue pintado entre 1275 y 1293.

- 17 de marzo de 1272 (Bun'ei 9, día 17 del 2º mes): fallece el exemperador Go-Saga.[3]

- 1274 (Bun'ei 11, primer mes): En el año 15 del reinado de Kameyama, el emperador renunció.[4]

- 1274 (Bun'ei 11, tercer mes): El emperador Go-Uda se convirtió en el monarca de Japón.[5] El emperador retirado Kameyama continuó siendo importante y poderoso.[6]

- 1274 (Bun'ei 11, décimo mes): Hirohito-shinnō, hijo del exemperador Go-Fukakusa, fue nombrado príncipe heredero del emperador Go-Fukakusa y heredero del emperador Go-Uda. Hirohito y Go-Uda eran primos hermanos.[7]

- 19 de noviembre de 1274 (Bun'ei 11, 20º día del décimo mes): Kublai Khan envió una flota y un ejército para invadir Japón. Algunas fuerzas militares aterrizan cerca de Fukuoka en Kyūshū. Sin embargo, una tormenta hundió muchos de los barcos. La mayor parte del ejército invasor se ahogó. Los invasores se retiraron a Corea.[8] Durante la breve pelea, el Santuario de Hakozaki fue incendiado hasta los cimientos.[9] Este evento de 1274 se llamaba Bun'ei no eki.[10]